# Вила Матеи (Мачерата)
Вила Матеи је насеље у Италији у округу Мачерата, региону Марке.
Према процени из 2011. у насељу је живело 84 становника. Насеље се налази на надморској висини од 77 м.